# Olga Alexejewna Saizewa
Olga Alexejewna Saizewa-Augustin (russisch Ольга Алексеевна Зайцева-Аугустин, englisch Olga Zaitseva; * 16. Mai 1978 in Moskau, UdSSR) ist eine ehemalige russische Biathletin.

## Werdegang
Olga Saizewa begann 1988 mit dem Skilanglauf und wechselte 1994 zum Biathlon. Sie wird von ihrer Schwester Oxana Rotschewa, geb. Saizewa, trainiert. In der Saison 2000/2001 nahm sie erstmals an einem Weltcup teil. In der Saison 2004/05 wurde sie dann Vierte im Gesamtweltcup.
Ihr bis dahin erfolgreichstes Jahr war 2005, wo sie bei den Biathlon-Weltmeisterschaften 2005 in Hochfilzen einen kompletten Medaillensatz gewann und außerdem bei der Biathlon-Mixed-Staffel-Weltmeisterschaft 2005 in Chanty-Mansijsk mit der Mannschaft Russland II eine weitere Silbermedaille gewann. Bei der Winterolympiade 2006 gewann sie mit der Staffel die Goldmedaille.
Olga Saizewa ist seit dem 30. September 2006 mit dem ehemaligen slowakischen Sommerbiathleten Milan Augustin verheiratet und hat seitdem neben der russischen auch die slowakische Staatsbürgerschaft. Am 17. März 2007 wurde ihr Sohn Alexander in Moskau geboren. Aufgrund ihrer Schwangerschaft ließ sie die Saison 2006/07 aus und startete ab der Saison 2008/09 wieder im Weltcup.
Bei den Biathlon-Weltmeisterschaften 2009 in Pyeongchang gewann sie zwei Goldmedaillen (Massenstart, Staffel) sowie zwei Bronzemedaillen (Sprint, Verfolgung). Gemeinsam mit Swetlana Slepzowa, Anna Bogali-Titowez und Olga Medwedzewa gelang Saizewa der Sieg im Staffelwettbewerb der Olympischen Winterspiele 2010 in Vancouver. Nachdem sie in der Saison 2014/15 kein Rennen bestritten hatte, gab sie am 24. Januar 2015 bekannt, ihre Karriere zu beenden.
Die bei den Olympischen Winterspielen 2014 in Sotschi gewonnene Staffel-Silbermedaille wurde 2017 aberkannt, da sie selbst und zwei ihrer Staffelkolleginnen gedopt waren.

## Weltcupsiege
| \| Nr. \| Datum \| Ort \| Disziplin \| \| --- \| ------------- \| --------------- \| ----------- \| \| 1. \| 5. Dez. 2002 \| Östersund \| Sprint \| \| 2. \| 22. Feb. 2003 \| Östersund \| Einzel \| \| 3. \| 11. Dez. 2004 \| Oslo \| Sprint \| \| 4. \| 17. Dez. 2004 \| Östersund \| Verfolgung \| \| 5. \| 19. März 2005 \| Chanty-Mansijsk \| Massenstart \| \| 6. \| 27. Nov. 2005 \| Östersund \| Verfolgung \| \| 7. \| 22. Feb. 2009 \| Pyeongchang \| Massenstart \| \| 8. \| 19. März 2009 \| Trondheim \| Sprint \| \| 9. \| 13. Jan. 2011 \| Ruhpolding \| Einzel \| \| 10. \| 16. Dez. 2011 \| Hochfilzen \| Sprint \| \| 11. \| 17. Dez. 2011 \| Hochfilzen \| Verfolgung \| \| 12. \| 13. Jan. 2012 \| Nove Mesto \| Sprint \| \| 13. \| 6. Jan. 2013 \| Oberhof \| Verfolgung \| |               |                 |             |
| Nr. | Datum         | Ort             | Disziplin   |
| 1. | 5. Dez. 2002  | Östersund       | Sprint      |
| 2. | 22. Feb. 2003 | Östersund       | Einzel      |
| 3. | 11. Dez. 2004 | Oslo            | Sprint      |
| 4. | 17. Dez. 2004 | Östersund       | Verfolgung  |
| 5. | 19. März 2005 | Chanty-Mansijsk | Massenstart |
| 6. | 27. Nov. 2005 | Östersund       | Verfolgung  |
| 7. | 22. Feb. 2009 | Pyeongchang     | Massenstart |
| 8. | 19. März 2009 | Trondheim       | Sprint      |
| 9. | 13. Jan. 2011 | Ruhpolding      | Einzel      |
| 10. | 16. Dez. 2011 | Hochfilzen      | Sprint      |
| 11. | 17. Dez. 2011 | Hochfilzen      | Verfolgung  |
| 12. | 13. Jan. 2012 | Nove Mesto      | Sprint      |
| 13. | 6. Jan. 2013  | Oberhof         | Verfolgung  |

## Biathlon-Weltcup-Platzierungen
Die Tabelle zeigt alle Platzierungen (je nach Austragungsjahr einschließlich Olympische Spiele und Weltmeisterschaften).
- 1.–3. Platz: Anzahl der Podiumsplatzierungen
- Top 10: Anzahl der Platzierungen unter den ersten zehn (einschließlich Podium)
- Punkteränge: Anzahl der Platzierungen innerhalb der Punkteränge (einschließlich Podium und Top 10)
- Starts: Anzahl gelaufener Rennen in der jeweiligen Disziplin
- Staffel: inklusive Mixed- und Single-Mixed-Staffeln

| Platzierung            | Einzel | Sprint | Verfolgung | Massenstart | Staffel | Gesamt |
| ---------------------- | ------ | ------ | ---------- | ----------- | ------- | ------ |
| 1. Platz               | 2      | 5      | 3          | 2           | 15      | 27     |
| 2. Platz               | 3      | 4      | 4          | 2           | 6       | 19     |
| 3. Platz               |        | 8      | 6          | 2           | 5       | 21     |
| Top 10                 | 12     | 42     | 24         | 18          | 37      | 133    |
| Punkteränge            | 21     | 71     | 59         | 34          | 37      | 222    |
| Starts                 | 27     | 81     | 62         | 36          | 39      | 245    |
| Stand: 18. Januar 2014 |        |        |            |             |         |        |